# Maiorul Mura
Maiorul Mura este un film românesc de comedie realizat în 1927 - 1928, în regia lui Ion Timuș. Scenariul l-a scris Ion (Jean) Georgescu, după o operetă localizată de Paul Gusty.

## Sinopsis
Într-un sat oarecare moare boierul Amedeu Crainic, lăsând o moștenire consistentă, dar condiționată de o clauză matrimonială. Astfel, primul dintre doi tineri (care nu știu unul de celălalt) care se va căsători va primi moștenirea de un milion de lei. Moștenitoare este tânăra și frumoasa Mariana Pătrașcu, fiica unei prietene a boierului. Aceasta plănuiește a-și schimba identitatea cu cea a domnișoarei sale de companie, Miss Mary, pentru a dejuca planurile celuilalt moștenitor. 
Batalionul maiorului Mura se oprește în sat pentru o ședere prelungită. După ce află de moștenire, maiorul o urmărește pe domnișoara Mary, în timp ce locotenentul Paul Azureanu se îndrăgostește de Mariana. Ordonanii lor, Lie și Boboc, sporesc confuzia.
În final, la conac sosește avocatul Andriano și descurcă ițele: cel de-al doilea moștenitor nu este nimeni altul decât locotenentul Azureanu. Crezând că Mariana nu-l iubește și l-a folosit doar, Azureanu rupe logodna. Pentru a-l convinge pe locotenent să se însoare cu Mariana, aceasta îi promite maiorului Mura că o va înzestra pe Miss Mary cu jumătate din moștenire. Locotenentul Paul se căsătorește cu Mariana, iar maiorul Mura cu Miss Mary.

## Realizarea filmului

### Moștenitorii veseli
În vara lui 1905, N. Niculescu-Buzău își repeta în cadrul companiei lirice Grigoriu rolul principal din opereta germană „Moștenitorii veseli”, localizată de Paul Gusty. În principal, era vorba despre un maior care, alături de ordonanța sa (interpretată de V. Maximilian), vâna mariajul cu o moștenitoare bogată. 
În timp ce Maximilian avea de interpretat un cuplet muzical cu efect la public, Niculescu-Buzău trebuia să se mulțumească cu proza. Dar, întrucât în opinia sa „numai proză într-un rol de operetă n-avea nici un chichirez”, și-a botezat personajul „Mura” și l-a înduplecat pe Paul Gusty să îi scrie și lui trei strofe de cuplet:
| “ | Eu sunt maiorul Mura, Mura, Mura... Priviți-mi cum natura Mi-a înzestrat făptura... Din cap până-n picioare, -cioare, -cioare... În veșnica-mi splendoare Eu cresc tot ca o floare... | ” |
|   | |   |

Efectul produs în seara premierei a fost grăitor: cupletul a fost bisat de trei ori înainte ca piesa să continue. Dar nu cele trei strofe încântaseră în mod special publicul, căci acesta izbucnise în aplauze încă de la apariția lui Niculescu-Buzău pe scenă. Explicația se afla în substratul polemic al textului și în felul interpretării.
Întrucât în Bucureștii de atunci trăia un personaj foarte popular și plin de ifose: colonelul Portocală, care purta pantaloni bufanți, mănuși albe și monoclu. Se afla peste tot: la hipodrom, la cafenea, pe Calea Victoriei ori la Capșa, unde își etala izmeneala, „tipic ofițer de roșiori, mare berbant”, după cum îl caracteriza Niculescu-Buzău. Actorul a reprodus pe scenă întrutotul costumația și atitudinea arogantă a colonelului, iar publicul a recunoscut imediat aluzia și l-a răsplătit cu aplauze îndelungate.
În memoriile sale, comicul bucureștean își amintește: „În vara aceea «Moștenitorii veseli» s-au jucat de mai multe ori. Lumea nici nu-i mai zicea «Moștenitorii veseli», ci «Maiorul Mura», așa cum s-a și cântat mai târziu când am reluat-o în mai multe rânduri.” Succesul a fost atât de mare, încât un admirator i-a cerut fotografia așa cum era el costumat pentru a interpreta rolul maiorului Mura, și a expus-o, mărită, în vitrina restaurantului său care a primit numele „La Maiorul Mura”. Firma a supraviețuit aproape 30 de ani, deși localul a fost mutat de mai multe ori.
După douăzeci de ani de la lansare, genul operetei revenea din nou cu succes pe marile scene bucureștene. În acest context, Ion Georgescu a încercat să ecranizeze „Maiorul Mura” după un scenariu redactat de el.

### F.A.R. — Filmul Asociației Române
Deși a depus petiții la toate ministerele care l-ar fi putut ajuta la finanțarea filmului, Ion Timuș nu a primit nici un ajutor. Excepție face escadronul de roșiori pus la dispoziție de generalul Gheorghe Argeșeanu, cu care Timuș făcuse cunoștință la Tokio. În cele din urmă, regizorul filmului a fost nevoit să-și vândă colecția de costume orientale aduse din Japonia, ca să sporească puțin capitalul sărac al filmului.
Ulterior s-a constituit asociația F.A.R. (Filmul Asociației Române), ai cărei membri erau Timuș, Olga Rusu (proprietară de casă de mode), dr. Manoliu (rudă cu Timuș) și un oarecare Gibson, de la care au obținut peliculă Görtz și reflectoare la preț redus. Suma strânsă astfel s-a ridicat la 579.400 lei.

### Regia
Regia aparține lui Ion Timuș, care, deși neexperimentat, a reușit să imprime acțiunii o desfășurare dinamică. În anumite momente se simte totuși mâna lui Jean Georgescu, mai ales în sfera umorului lexical și a dialogului colorat.

### Imaginea
Imaginea filmului a fost asigurată de operatorul german Leo Schwedler, de la studiourile UFA (Universum Film AG) din Berlin. Acesta venise în țară în 1926 și apucase să filmeze scurt metrajul „Lache în harem”.
Imaginea filmului este clară, fără pată, deși operatorului nu i-a reușit redarea sugestivă a unor scene petrecute pe timp de noapte (se filmaseră ziua, pe cer senin!).

### Distribuția
Producătorii filmului au reușit să obțină concursul gratuit al unor mari nume ale scenei bucureștene. În rolul maiorului Mura juca Victor Antonescu de la Teatrul Național, ordonanța sa — Boboc — era Gheorghe Timică de la Teatrul Nostru, Jean Georgescu, actor la Teatrul Mic, juca rolul locotenentului Paul Azureanu, Constantin Stăncescu de la Teatrul Național era avocatul Andriano, Nae Tomescu, jucând la compania de revistă a cinematografului „Roma” era Lie, ordonanța locotenentului, Nicolae Chiriș din compania „Bulandra” era străjerul Gruia, iar M. Bejan, actor la compania de revistă a cinematografului „Marconi” juca rolul primarului.
Rolurile feminine principale au fost interpretate de Elvira Godeanu de la Teatrul Național (Mariana Petrașcu), Marietta Sadova de la compania „Bulandra” (domnișoara de companie Miss Mary) și Camelia Mihail de la Teatrul Popular (Ileana, fiica străjerului Gruia). Într-un rol secundar apărea balerina Elena Prodanovici-Bulandra, alături de alte tinere balerine de la Opera Română.
Ion Timuș a primit și sprijinul generalului Gheorghe Argeșanu (pe care-l cunoscuse la Tokio), care i-a pus la dispoziție un escadron de roșiori, ca soldați figuranți, pentru maiorul Mura.

### Filmările
Din cauza greutăților ivite în transportarea echipei, filmările exterioarelor s-au făcut în București, la conacul Crainic din Grădina Botanică. Interioarele au fost luate în studioul companiei Indro-Film, chiria zilnică fiind de 4.000 de lei. Pe lângă acești bani, mai trebuia plătit și curentul, astfel că Ion Timuș s-a văzut nevoit să termine aceste scene în doar 2 zile.

### Montajul
Montajul a fost făcut la Viena, în laboratoarele specializate ale lui Oskar Berka, care permiteau obținerea unei copii pozitive fără lipituri. Întors în țară cu trei exemplare ale filmului, Timuș a plătit vamă ca pentru un film străin. Petițiile înaintate la Direcția Vămilor au rămas fără răspuns.

## Premiera
Premiera a avut loc la 13 martie 1928, la cinematograful Capitol. Toate criticile au fost elogioase, mai ales că filmul a reușit să facă față superproducțiilor străine precum „Napoleon” al lui Abel Gance sau „Căderea Troiei”. 
„Este cea mai izbutită încercare cinematografică românească, un film în adevăratul sens al cuvântului, putând sta alături de oricare din producțiile marilor case occidentale.”